# Центральный (стадион, Астрахань)
Центральный стадион города Астрахани является многофункциональной ареной для проведения разнообразных мероприятий. Домашняя арена команды «Волгарь». Вместимость стадиона после реконструкции стала 18 000 зрителей.

## Описание стадиона
Астраханский стадион с давних времён является местом отдыха и объектом для проведения развлекательных мероприятий. Главная команда Астраханской области — ФК «Волгарь», славящаяся своими традициями, всегда собирала внушительные толпы болельщиков на Центральном стадионе. Максимальная посещаемость была установлена в 2001 году, когда на каждом матче собиралось в среднем по 29 тысяч зрителей, а рекордной посещаемость стала на центральном матче второго круга сезона-2001 против элистинского «Уралана». Эту игру посетили 33 000 зрителей, что было на 2500 больше официальной вместимости арены.
Территория Центрального стадиона уже давно используется как площадка для проведения различных праздников городского и регионального значения. Компании «Газпром» и «Лукойл» устраивают здесь свои юбилейные концерты. Также Центральный стадион получил большой опыт проведения масштабных праздников, в том числе татарского Сабантуя, который получил федеральный статус. Крупные астраханские компании «Элко», «Лидер» и др. также использует главную арену города Астрахани для проведения розыгрышей своих призов.
Общая площадь Центрального стадиона — 12 га.

## История
Стадион был построен в 1955 году, и его первоначальная вместимость составляла 15 000 зрителей. Там были установлены деревянные трибуны. Первая реконструкция с размещением подтрибунных помещений была произведена в 1964 году. В начале 1970-х появилось электронное табло. В 1974 году прошла вторая реконструкция по расширению трибун. В 1988 году стадион был передан с баланса рыбоконсервно-холодильного комбината предприятию Астрахань-газпром. После распада СССР стадион долгое время не ремонтировался, но в 1999 году началась реконструкция трибун по установке пластиковых сидений и создан телескопический выход из павильона на поле. К 2000 году были установлены 15 тысяч пластиковых сидений, а также было полностью завершено переоснащение осветительных мачт. С 2002 года начато очередное модернизирование стадиона. В 2006 году был закончен новый ремонт стадиона и отстройка прилегающей территории. Затраты составили более 50 млн рублей. В 2008 году в честь 450-летнего юбилея города была проведена масштабная реконструкция и перепланировка территории стадиона, вместимость стадиона составила 17 500 мест после установки пластиковых сидений.
Перед матчем сборных ФНЛ и итальянской Серии Б была усовершенствована система освещения стадиона. Освещённость достигла 1400 люкс.
21 мая 2015 года на стадионе прошёл финал Кубка России сезона 2014/2015. В поединке московский «Локомотив» одержал победу над краснодарской «Кубанью» со счётом 3:1.
Имеется малая спортивная арена — полноценный стадион (на месте бывшего резервного поля), футбольное поле — с искусственным покрытием и подогревом, оборудован системой искусственного освещения. В наличии табло и административно-бытовой комплекс, вместимость трибун — 3000 мест.

## Маршруты
Возле главного входа на стадион, в начале улицы Савушкина, располагается автобусная остановка «Центральный стадион»; для ряда автобусов и маршрутных такси она является конечной:
- Маршрутные такси: № 1с, 4с, 27с, 29с, 37с, 78с, 80с, 90с
- Автобусы: № М1, М2, М3, М5, 4, 19с, 29, 37, 52, 53, 63, 78, 90
- Пригородные маршрутные такси: № 101, 120, 190, 191